# Душан Стошић
Душан Стошић је српски филозоф, рођен 20. фебруара 1929. године у Ресну. Детињство је провео у Прешеву, где је завршио основну школу. Гимназију је завршио у Лесковцу, а Филозофски факултет у Скопљу (Француски језик и југословенска књижевност). Предавао је у Економској школи у Лесковцу и у Првој економској школи у Београду.
Као стипендиста Француске владе био је на усавршавању у Греноблу. Од 1962. године је члан Филозофског друштва Србије. Учествовао је на многим научним скуповима и филозофским симпозијумима и на свим сесијама Корчуланске летње школе за филозофију и социологију.
Књижевно–критичне текстове објављивао је часописима: Савременику, Књижевности, Књижевним новинама, Књижевној речи, Освиту, Одјеку, Градини, Багдали, Нашем стварању, Лесковчанину, Политици и Борби.
Филозофске текстове објављивао је у часописима: Праксис, Филозофија, Филозофске студије, Гледишта, Наше стварање и у дневним листовима Политика и Борба.
Био је члан уредништва часописа Наше стварање и Унусмундус.